# Kimi + Boku = Love?
"Kimi + Boku = Love?" (キミ+ボク=LOVE?) é um single do grupo Tegomass, lançado em 2007.
Foi tema de abertura do anime Lovely Complex criado por Aya Nakahara.